# Alexanda Kotey
Alexanda Amon Kotey, également connu sous le nom de Jihadi George, est un ancien citoyen britannique né le 13 décembre 1983. En 2021, devant un tribunal fédéral américain, il plaide coupable de « complicité de prise d'otage ayant entraîné la mort et de soutien matériel au groupe État islamique » entre 2012 à 2015". 
Auparavant, il a été capturé par les Forces démocratiques syriennes alors qu'il semblait fuir la chute du califat de l'État islamique d'Irak et du Levant, groupe terroriste connu pour ses activités principalement en Irak et en Syrie. Il est désigné terroriste par les États-Unis et identifié dans les médias comme l'un des quatre « Beatles djihadistes » qui ont pris part aux atrocités de l'ÉI pendant la guerre civile syrienne. Kotey nie avoir été membre des « Beatles », mais a admis être allé en Syrie et avoir rejoint l’État islamique.
En 2022, il est condamné à la prison à perpétuité.

## Jeunesse
Né en Grande-Bretagne d'un père ghanéen et d'une mère chypriote grecque, Kotey a passé sa jeunesse à Shepherd's Bush. Le Daily Telegraph rapporte qu'il est un supporter du Queens Park Rangers FC et qu'il rêvait de rejoindre l'équipe quand il a grandi. Les Forces démocratiques syriennes l'ayant gardé en détention affirment que Kotey effectuait du trafic de drogue à Londres avant sa radicalisation. On pense qu'il s'est converti à l'islam lorsqu'il avait une vingtaine d'années et aurait laissé ses deux jeunes enfants en Grande-Bretagne.

## Membre de l’État islamique
En 2014 et 2015, l'EIIL enlève et retient captifs des dizaines d'otages européens et nord-américains. Les terribles conditions de leur détention ont été largement rapportées. Quatre combattants anglophones de l'EIIL ont joué un rôle central dans la brutalité envers les otages. Leurs identités n'étaient initialement pas connues — ou les services de renseignement n'ont pas révélé leur identité au public — de sorte que leurs otages, puis la presse, les ont surnommés les quatre « Beatles de Daesh », le plus connu étant surnommé Jihadi John. Plus tard, Kotey est identifié comme vraisemblablement l'un des trois autres « Beatles », surnommé George,.
Le 10 janvier 2017, le Département d'État des États-Unis désigne officiellement Kotey comme terroriste, en vertu du décret 13224. Cette désignation interdit aux citoyens américains, aux institutions financières et aux autres sociétés américaines d'avoir des relations financières avec lui.
Les États-Unis affirment que Kotey a été impliqué dans des décapitations et est connu pour avoir employé des "méthodes de torture exceptionnellement cruelles", y compris des "chocs électroniques". Il est également accusé d'avoir agi en tant que recruteur de l’État islamique et d'être responsable d'avoir incité plusieurs autres extrémistes britanniques à rejoindre l'organisation terroriste. Kotey a reconnu être membre de l’État islamique, mais pas du groupe des « Beatles ».
Les membres de la cellule terroriste sont accusés d'avoir détenu et assassiné au moins 27 otages entre 2013 et 2015. Les otages libérés ont raconté des séances de torture à l'électricité, tabassages et parfois avoir été soumis au waterboarding, un simulacre de noyade. Les « Beatles » apparaissent dans des vidéos d'exécution, centrales dans la propagande de l’État islamique. Ils ont aussi été les geôliers de Didier François, Édouard Elias, Nicolas Hénin et Pierre Torres, quatre journalistes français libérés en avril 2014 après plusieurs mois de captivité,.
Les zones contrôlées par l'EIIL en Syrie et en Irak ont réduit constamment en 2015, 2016 et 2017, les enclaves restantes s'effondrant fin 2017 et début 2018. Le 24 janvier 2018, Kotey et Shafee el-Sheikh, un ami de Londres, qui aurait également fait partie des « Beatles de Daesh » (Ringo), ont été capturés en Syrie alors qu'ils tentaient de fuir vers la Turquie. 

## Poursuites judiciaires

### Négociations et extradition aux États-Unis
Selon The Independent, le gouvernement du Royaume-Uni aurait envisagé d'accepter que Kotey et El-Sheikh soient transférés dans les camps de détention de Guantanamo, ce qui aurait pu signifier une détention indéfinie sans inculpation, avant de négocier une extradition aux États-Unis pour un procès civil, et, en cas de condamnation, une probable détention à la prison Supermax près de Florence, au Colorado. Une autre option à l'étude était un procès devant le Tribunal international de La Haye. Tobias Ellwood du ministère britannique de la Défense avait alors soutenu que le transfert à Guantanamo était inapproprié. 
En mars 2018, Kotey et Shafee El-Sheikh se plaignent que leur citoyenneté britannique leur aurait été « illégalement » retirée (les juges avaient précédemment conclu que le Royaume-Uni avait enfreint le droit international en retirant la citoyenneté à des suspects terroristes qui n'avaient pas la double nationalité), les laissant apatrides, et à risque de "détention et torture". Le ministre britannique de la Sécurité, Ben Wallace, a confirmé en juillet 2018 que les deux hommes avaient été déchus de leur citoyenneté britannique.
Bien que le Royaume-Uni n'extrade normalement pas les suspects s'ils risquent d'être passibles de la peine de mort, en juillet 2018, il est signalé que le Secrétaire d'État à l'Intérieur, Sajid Javid, avait écrit au procureur général américain à propos de l'affaire, disant : « Je suis d'avis qu'il y a de bonnes raisons de ne pas exiger une garantie de peine de mort dans ce cas précis, de sorte qu'aucune de ces garanties ne sera demandée ». Javid déclare que la décision concernait ce cas spécifique et non un changement dans le soutien du gouvernement à l'abolition mondiale de la peine de mort. Le correspondant de sécurité de la BBC déclare que le Royaume-Uni est opposé à la prison militaire controversée de Guantanamo Bay : si les deux y étaient envoyés, le Royaume-Uni ne partagerait pas les renseignements pour le procès ; mais s'ils devaient aller à un procès pénal aux États-Unis, alors le Royaume-Uni le ferait. La négociation finale entre le Royaume-Uni et les États-Unis implique l'absence de peine de mort pour les deux justiciables,.

### Condamnation
Le 9 octobre 2019, le New York Times rapporte qu'Alexanda Kotey et Shafee el-Sheikh sont en cours de transfert des territoires kurdes à la garde des États-Unis. Le 7 octobre 2020, Kotey et Shafee el-Sheikh sont amenés aux États-Unis pour faire face à des accusations de décapitation d'otages américains, dont les journalistes américains James Foley et Steven Sotloff, tués en 2014, et les humanitaires Kayla Mueller et Peter Kassig. 
En septembre 2021, il est annoncé que, conformément à un accord de négociation de peine, Kotey plaiderait coupable de certaines des accusations portées contre lui et encourrait la prison à perpétuité, d'abord aux États-Unis et, après 15 ans, au Royaume-Uni. Kotey plaide coupable de « plusieurs chefs d'accusation, notamment de complot en vue de commettre une prise d'otages ayant entraîné la mort et de complot en vue d'assassiner des citoyens américains en dehors des États-Unis ». 
Le verdict est rendu le 29 avril 2022 : Kotey est condamné à la prison à vie. Dans le cadre de l'accord de plaider-coupable, les procureurs se sont engagés à faciliter son transfert au Royaume-Uni après quinze années.